# مسئولیت من نیست
مسئولیت من نیست (انگلیسی: Not My Responsibility) یک فیلم کوتاه آمریکایی محصول سال ۲۰۲۰ است که توسط خواننده و ترانه‌سرا بیلی آیلیش نوشته و تهیه شده‌است. تفسیری در مورد تن‌شرمی و استانداردهای دوگانه ای که بر ظاهر زنان جوان اعمال می‌شود، یک مونولوگ از ایلیش در مورد بررسی دقیق رسانه‌ها پیرامون بدن او را نشان می‌دهد. این فیلم به زبان گفتاری است و آیلیش در اتاقی تاریک بازی می‌کند، جایی که او به تدریج قبل از غوطه ور شدن در ماده سیاه لباس خود را درمی‌آورد.
این فیلم برای اولین بار در جریان فیلم کجا می‌رویم به کارگردانی ایلیش به نمایش درآمد؟ تور جهانی در ۹ مارس ۲۰۲۰، به‌عنوان میان‌آهنگ کنسرت، و در ۲۶ مه ۲۰۲۰ به‌صورت آنلاین منتشر شد. منتقدان نقدهای مثبتی ارائه کردند، و تفسیر و لحن را تحسین کردند، که آن‌ها آن را توانمند می‌دانستند. صدای فیلم بعداً به عنوان آهنگی در دومین آلبوم استودیویی آیلیش، خوشحال‌تر از همیشه (۲۰۲۱) قرار گرفت. برخی از روزنامه نگاران موسیقی آن را به عنوان محور موضوعی آلبوم توصیف کردند. دیگران ظاهر آن را در لیست آهنگ زیر سؤال بردند و احساس کردند که تأثیر احساسی خود را بدون تصاویر از دست داده‌است.